# David Raymond Curtiss
David Raymond Curtiss  (* 12. Januar 1878 in Derby (Connecticut); † 28. April 1953 in Redlands (Kalifornien)) war ein US-amerikanischer Mathematiker.

## Leben
Curtiss studierte an der University of California, Berkeley, mit dem Bachelor-Abschluss 1899 und dem Master-Abschluss 1901 und wurde 1903 bei an der Harvard University bei Maxime Bôcher (und William Fogg Osgood) in Mathematik promoviert (Binary Families in a Triply Connected Region with Especial Reference to Hypergeometric Families). Als Post-Doktorand war er an der École normale supérieure in Paris. 1904 lehrte er an der Yale University und 1905 bis 1943 war er Professor an der Northwestern University, wo er zwanzig Jahre der Mathematikfakultät vorstand. Er beging mit seiner Frau, die unheilbar krank war, Suizid in seiner Garage durch Autoabgase.
Von ihm stammen Lehrbücher über Trigonometrie und Funktionentheorie.
1935/36 war er Präsident der Mathematical Association of America. Außerdem war er Vizepräsident der  American Mathematical Society und der American Association for the Advancement of Science.
Er war der Vater des Mathematikers John H. Curtiss und Bruder des Astronomen Ralph Hamilton Curtiss (1880–1929), Professor an der University of Michigan und Direktor des Detroit Observatory.

## Schriften
- mit Elton James Moulton:  Plane trigonometry : based on essentials of trigonometry with applications, Boston: Heath 1943
- Analytic functions of a complex variable, Carus Mathematical Monographs, Chicago: Open Court 1926